# Harry Ricardo

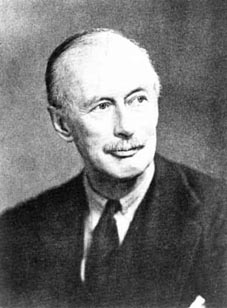
Harry Ricardo in 1944

Sir Harry Ralph Ricardo (Londen, 26 januari 1885 - Midhurst, 18 mei 1974) was een van de belangrijkste Britse ingenieurs,  motorontwerpers en onderzoekers in de beginjaren van de ontwikkeling van de verbrandingsmotor.  
Hij verbeterde de motoren die in de eerste tanks werden gebruikt, onderzocht de invloedsfactoren op de verbranding in verbrandingsmotoren, wat leidde tot het gebruik van octaangetallen, hij verbeterde de werking van schuivenmotoren en vond de "Comet"-wervelkamer voor dieselmotoren uit, waardoor snellopende diesels economisch haalbaar werden. 

## Privéleven

### Jeugd
Harry Ricardo werd in 1885 geboren op Bedford Square 13 in Londen als oudste van drie kinderen en de enige zoon van Halsey Ricardo, architect, en zijn vrouw Catherine Jane, dochter van Sir Alexander Meadows Rendel, een civiel ingenieur. Ricardo stamde af van een broer van de beroemde politieke econoom David Ricardo, een Sefardische jood van Portugese afkomst. Hij was een van de eerste mensen in Engeland die een auto zag toen zijn grootvader er in 1898 een kocht. Hij kwam uit een relatief welgestelde familie en studeerde aan de Rugby School in Rugby. In oktober 1906 studeerde hij af aan het Trinity College in Cambridge als student civiele techniek. Ricardo gebruikte al gereedschappen en bouwde motoren sinds zijn tiende.

### Huwelijk
In 1911 trouwde Ricardo met Beatrice Bertha Hale, een kunststudente aan de Slade School of Fine Art in Londen. Haar vader, Charles Bowdich Hale, was de huisarts van de Ricardos. Ze kregen drie dochters en woonden het grootste deel van hun huwelijksleven in Lancing en Edburton in West Sussex. In 1945 verhuisde het echtpaar van Shoreham-by-Sea naar Graffham, ook in West Sussex.

### Eerbewijzen
- In 1929 werd Ricardo gekozen tot Fellow of the Royal Society.
- In 1944 ontving hij de Rumford Medal van de Royal Society of London.
- In 1948 werd Ricardo geridderd als erkenning voor zijn werk op het gebied van verbrandingstechniek.
- Op 16 juni 2005 werd een blue plaque geplaatst buiten het huis waar Ricardo werd geboren op Bedford Square, Londen.
- Op 1 juli 2010 heeft de Institution of Mechanical Engineers Sir Harry Ricardo een Engineering Heritage Award toegekend als erkenning voor zijn leven en werk als een van de belangrijkste ingenieurs van de twintigste eeuw.

### Overlijden
In 1974, op 89-jarige leeftijd, liep Ricardo bij een val bekkenletsel op. Hij stierf zes weken later, op 18 mei.

## Automotoren
In 1904, aan het einde van zijn eerste jaar in Cambridge, nam Harry Ricardo deel een wedstrijd van de University Automobile Club. Het ging erom een machine te ontwerpen die het verst kon rijden op een Imperial quart (1,14 liter) benzine. De motor van Ricardo was de zwaarste, maar ingebouwd in een motorfiets legde hij de winnende afstand van 64 kilometer af. Hij werd vervolgens uitgenodigd om samen te gaan werken met de hoogleraar Mechanica en Toegepaste Mechanica, Bertram Hopkinson, die onderzoek deed naar motorprestaties. Ricardo studeerde in 1906 af maar besteedde nog een jaar aan het onderzoek in Cambridge.
Perardo Kidner, toenmalig mededirecteur van Vauxhall Motors, zei dat Ricardo had meegewerkt aan het ontwerp van de Vauxhall-motor, ontworpen door Laurence Pomeroy, voor de RAC 2000 mijl (3200 km) proef van 1908. 
Vóór zijn afstuderen had Ricardo een tweetaktmotor voor motorfietsen ontworpen om het effect van de lucht/brandstofverhouding op het verbrandingsproces te bestuderen. Toen hij afstudeerde toonde het kleine bedrijf van de heren Lloyd en Plaister interesse om de motor te maken. Ricardo produceerde ontwerpen voor twee cilinderinhouden. Van de lichtste motor werden ongeveer 50 exemplaren verkocht tot het uitbreken van de Eerste Wereldoorlog een einde aan de productie maakte.
In 1909 ontwierp Ricardo een 3300cc-tweetaktmotor voor zijn neef Ralph Ricardo, die in Shoreham-by-Sea een kleine autofabriek, de "Two Stroke Engine Company", had opgericht. De motor zou worden gebruikt in de Dolphin-auto. De auto's waren goed gemaakt, maar het werd duidelijk dat de productie meer kostte dan de verkoopprijs. Het bedrijf ging daarop tweetaktmotoren voor vissersboten maken, maar in 1911 ging het failliet en Ralph vertrok naar India. Harry ging generatoren voor elektrische verlichting ontwerpen, die tot 1914 door twee bedrijven werden geproduceerd.

## Tankmotoren
In 1915 richtte Ricardo een nieuw bedrijf op, "Engine Patents Ltd.", dat de motor ontwikkelde die uiteindelijk zou worden gebruikt in het eerste succesvolle tankontwerp, de Britse Mark V. De oorspronkelijke motor, de Daimler-schuivenmotor leverde 105 pk en ontwikkelde grote hoeveelheden rook die zijn positie gemakkelijk weggaven. Ricardo werd gevraagd het probleem op te lossen. Er waren wel bedrijven die de nieuwe motor konden produceren, maar zelf niet konden ontwikkelen. Er bestond vanzelfsprekend grote tijdsdruk vanwege de inzet in de Eerste Wereldoorlog. De nieuwe zescilinder van Ricardo leverde al in zijn eerste uitvoering 168 pk en latere versies leverden 225 pk en 260 pk. In april 1917 werden 100 motoren per week geproduceerd. In totaal bouwde Ricardo meer dan 8000 motoren voor het War Department. Het was de eerste in Engeland ontworpen motor die in dergelijke grote aantallen werd geproduceerd. Ook de latere Mark IX en de Britse versie van de Mark VIII gebruikten de Ricardo-motor. Naast de montage in tanks werden in Frankrijk enkele honderden van de 150pk-motoren gebruikt voor het leveren van stroom en licht aan werkplaatsen, ziekenhuizen, kampen, enz. Dit leverde 30.000 pond op, het geld waarmee Harry Ricardo de grond kon kopen om het latere Ricardo plc in Shoreham-by-Sea op te richten.

## Vliegtuigmotoren
In 1917 nodigde zijn oude mentor, Bertram Hopkinson, die nu technisch directeur was bij het Ministerie van Luchtvaart, Ricardo uit om lid te worden van de nieuwe motoronderzoeksfaciliteit bij de afdeling Militaire Luchtvaart, die later de Royal Aircraft Establishment zou worden. In 1918 overleed Hopkinson tijdens een vlucht met een Bristol Aeroplane Company Fighter en Ricardo nam zijn functie over. Vanaf dat moment produceerde de afdeling een reeks experimentele motoren en onderzoeksrapporten die de Britse en internationale vliegtuigmotorindustrie ten goede kwamen.
Ricardo richtte zich vooral op de problemen met onregelmatige verbranding, ook wel "kloppen" of "pingelen". Hij bouwde een testmotor met een variabele compressieverhouding en daaruit ontwikkelde hij octaangetalsystemen. Door verschillende additieven ("dopes") toe te voegen en andere vormen van raffinage varieerde de klopvastheid van de benzine. Zijn onderzoek en de daaruit volgende vermindering van het brandstofverbruik maakte het in juni 1919 voor John Alcock en Arthur Whitten Brown mogelijk om de eerste trans-Atlantische vlucht van St. John's (Newfoundland en Labrador) naar Clifden (Ierland) te maken. Zij gebruikten een Vickers Vimy-bommenwerper met een volgens Ricardo's adviezen aangepaste motor. 

## Verbeterde motorontwerpen
| Zijklepmotor met Ricardo's "Turbulent head". Het principe werd onder anderen toegepast door het Belgische motorfietsmerk Rush. |
| De 931cc-Vauxhall viercilinder motorfiets                                                                                      |

In 1919 bestudeerde Ricardo de factoren die de verbranding in de benzinemotor en de dieselmotor beïnvloedden. Hij ontdekte dat turbulentie in de verbrandingskamer de ontbrandingssnelheid verhoogde en dat hij dit kon bereiken door de cilinderkop te veranderen. Hij realiseerde zich ook dat het zo compact mogelijk maken van de kamer de afstand die de vlam moest afleggen zou verkleinen en de kans op detonatie zou verlagen. Later ontwikkelde hij de inductie-wervelkamer, die een poging was om een geordende luchtbeweging in een dieselmotor te bereiken, waarbij de werveling werd geïnitieerd door schuine poorten en werd versterkt door de lucht in een kleine cilinder te dwingen. Ten slotte ontwikkelde hij de wervelkamer voor dieselmotoren met indirecte inspuiting.
Het ontwerp van de wervelkamer werd een "Comet" -ontwerp genoemd (gepatenteerd in 1931) en werd vervolgens in licentie gegeven aan een groot aantal bedrijven voor gebruik in vrachtwagens, bussen, tractoren en kranen, maar ook in personenauto's en taxi's. Een Comet-verbrandingskamer werd gebruikt in de eerste AEC-dieselbussen die in 1931 werden geëxploiteerd door London General Omnibus Co, later onderdeel van de London Passenger Transport Board.
Een latere ontwikkeling ervan kwam voor in 's werelds eerste in serie geproduceerde diesel personenauto, de Citroën Rosalie uit 1934. Dit betekende dat Groot-Brittannië in die tijd de wereldleider was op het gebied van hogesnelheidsdiesels voor wegtransport. Dit voordeel ging voor het Verenigd Koninkrijk verloren als gevolg van de zware belasting op dieselbrandstof in de begroting van 1938.
In 1922 en 1923 publiceerde Ricardo een tweedelig werk: "The Internal Combustion Engine". Voor Vauxhall bouwde hij een 931cc-viercilinder motorfiets die in 1923 op de markt kwam, maar geen succes werd. In 1924 werd de productie beëindigd. In 1921 was al de Triumph Ricardo op de markt gekomen. Die was voor Triumph ontwikkeld door Engine Patents Ltd., door vliegtuigmotorontwerper majoor Frank Halford. 
In 1927 richtte Ricardo Ricardo Consulting Engineers op in Shoreham-by-Sea, dat uitgegroeid is tot een van de meest vooraanstaande technische adviesbureaus ter wereld en beursgenoteerd is aan de London Stock Exchange.
Hoewel Ricardo de schuivenmotor niet uitvond, produceerde hij in 1927 een baanbrekend onderzoek dat de voordelen van de schuiven schetste en suggereerde dat motoren met kleppen geen vermogens van veel meer dan 1500 pk (1100 kW) zouden kunnen bieden. Naar aanleiding van dit artikel werden een aantal vliegtuigmotoren met schuifkleppen ontwikkeld, met name door Napier, Bristol en Rolls-Royce. Bristol produceerde de Perseus, Hercules, Taurus en de Centaurus, Napier produceerde de Napier Sabre en Rolls-Royce produceerde de Eagle en Crecy, allemaal schuivenmotoren.

## Tweede Wereldoorlog
Ricardo's werk aan de schuivenmotor beïnvloedde de ontwikkeling Britse vliegtuigmotoren in de jaren dertig en tijdens de Tweede Wereldoorlog. Hij verbeterde prestaties van de Rolls-Royce Merlin-motor van de De Havilland Mosquito door de inlaatlucht te verrijken met zuurstof.
Ricardo's onderzoeken en publicaties hadden wereldwijd invloed. Daarom profiteerde niet alleen de Britse vliegtuigindustrie. Duitsland gebruikte ze om synthetische benzine met een hoge klopvastheid te maken, bijvoorbeeld voor de Focke-Wulf Fw 190, die in 1942 grote verliezen onder de Britse Supermarine Spitfires aanrichtte. Duitse ingenieurs pasten de verbrandingsvertragende waterinjectie (Methanol-Wasser 50) toe, waardoor hun vliegtuigmotoren meer vermogen konden leveren. 
Van 1941 tot 1945 was Harry Ricardo lid van het Engineering Advisory Committee van het oorlogskabinet. Hij werkte ook mee aan het ontwerp van de verbrandingskamers en het brandstofsysteem van de straalmotor van Frank Whittle. 
In 1944 werd Ricardo gekozen tot voorzitter van de Institution of Mechanical Engineers. 
In 1964 stopte Ricardo met actief werk bij Ricardo Consulting Engineers, maar hield contact met verschillende ingenieurs binnen het bedrijf.

## Boeken
Hij is de auteur van de volgende Engelstalige boeken:
- The Internal Combustion Engine: Slow-Speed Engines. I (1e ed.). London: Blackie (1922)
- The Internal Combustion Engine: High-Speed Engines. II (1e ed.). London: Blackie (1923)
- Engines of High Output: thermo-dynamic considerations. Macdonald and Evans (1926)
- The High-Speed Internal Combustion Engine (2e ed.). Glasgow: Blackie. Herziene versie (1931)
- The High-Speed Internal Combustion Engine (3e ed.). Glasgow: Blackie. Herziene versie van H.S. Glyde (1941)
- The High-Speed Internal Combustion Engine (4e ed.). Glasgow: Blackie. ...an entirely fresh start (1953)
- Memories and Machines: The Pattern of my Life. London: Constable (1968)